# القوات الجوية اللبنانية
القوات الجوية اللبنانية هي سلاح الجو التابع للجيش اللبناني. تم إنشاء القوات الجوية اللبنانية في 1 يونيو 1949. تابع للقوات الجوية اللبنانية أربع قواعد هي قاعدة بيروت الجوية، مطار الرئيس الشهيد رينيه معوض، قاعدة رياق الجوية، قاعدة حامات الجوية.

## أسطول الطائرات
| الطائرة                                       | البلد المنتج           | الدور الأساسي                          | في الخدمة              | الحالة                 | ملاحظات |
| طائرات ذات أجنحة ثابتة                        | طائرات ذات أجنحة ثابتة | طائرات ذات أجنحة ثابتة                 | طائرات ذات أجنحة ثابتة | طائرات ذات أجنحة ثابتة | طائرات ذات أجنحة ثابتة |
| --------------------------------------------- | ---------------------- | -------------------------------------- | ---------------------- | ---------------------- | --- |
| سيسنا 208 كارافان                             | الولايات المتحدة       | دعم جوي قريب / مراقبة الحدود           | 3                      | في الخدمة              | مجهزة بكاميرا (MX-15D) و صواريخ هيلفاير. تم تسليم ثلاث طائرات |
| Scottish Aviation Bulldog                     | المملكة المتحدة        | تدريب                                  | 3                      | في الخدمة              | ست طائرات بلدوغ أستلمت في عام 1975، وحاليا تبقى 3 منها، واحدة اسقطت خلال طلعة جوية على أراضي معادية، وأثنتان تحطمت في حوادث، مما أدى لوقف استخدامها وتخزينها. وفي وقت لآحق، تم ترميم واصلاح الطائرات وأعيد استخدامها إلى الخدمة الفعلية في عام 2010. |
| مروحيات                                       |                        |                                        |                        |                        | |
| إيه بي-205/يو إتش-1 إركويس/Huey II            | الولايات المتحدة       | مروحية هجومية / خدمات عامة/قاذفة       | 12                     | في الخدمة              | 12 طائرة في الاحتياط بعضها تم تعديلها محليا، لتحمل قنابل من زنة 250 كجم و 400 كجم، أو قاذفات صواريخ من نوع ماترا (SNEB) عيار 68 مم. |
| يو إتش-1 إركويس                               | الولايات المتحدة       | مروحيات                                | نقل                    | 9 (عدد)                | |
| إيروسباسيال غازيل                             | فرنسا                  | دورية بحرية / إستكشاف / مضادة للدبابات | 8                      | في الخدمة              | وقع لبنان عقدا مع ايروتيك (Eurotech) لتجديد وترقية 13 طائرة في الخدمة والاحتياط |
| أغستاوستلاند إيه دبليو 139 (VIP)              | إيطاليا                | نقل الشخصيات المهمة                    | 1                      | في الخدمة              | المروحية الرئاسية " الأرز 1 ". |
| أي إيه آر 330SM / ايروسباسيال أس إيه 330 بوما | رومانيا/ فرنسا         | هليكوبتر حربية للنقل والخدمات          | 7/10                   | في الخدمة/ مخزنة       | |
| روبنسون آر44                                  | الولايات المتحدة       | مروحية خفيفة للمنافع العامة / تدريب    | 4                      | في الخدمة              | |
| سيكورسكي إس-61إن إم كيه الثانية               | الولايات المتحدة       | إطفاء / إنقاذ                          | 3                      | في الخدمة              | نيابة عن وزارة الداخلية. |
| مركبات جوية بدون طيار                         |                        |                                        |                        |                        | |
| آر كيو -11 رافين                              | في الخدمة              |                                        |                        |                        | |

## وصلات خارجية
- صور عن القوات الجوية اللبنانية.